# 小金富士岳士
小金富士 岳志（こがねふじ たけし、1961年10月7日 - ）は、花籠部屋、放駒部屋に所属した元力士。弓取を担当した。本名は荒瀬 岳志。東京都小金井市出身。身長186.5cm、体重122kg。最高位は東幕下筆頭（1988年11月）。

## 経歴
同級生の父親が花籠部屋後援者と知り合いだった縁で、中学生の時から花籠部屋に出入りしていた。中学卒業後にそのまま花籠部屋に入門し、1977年3月初土俵。前相撲は一番出世だった。
1981年9月場所で幕下に昇進、10代のうちの幕下昇進ということで周囲からは期待されたが、その後は伸び悩んだ。放駒部屋に転籍する直前の1985年11月場所より弓取りを勤めた（担当期間は1985年11月場所から1987年1月場所3日目までと、1987年9月場所）。これは翌年の大相撲パリ公演を控え参加する予定だったが、事務的な手違いのため参加できなかった。その後は新たに師匠となった放駒の勧めで弓取りを辞め稽古に精進し、1988年3月場所から1989年1月場所まで6場所連続で幕下一桁の番付を維持し関取の座に近づいたが、遂に十両昇進はならなかった。特に、1988年3月場所は西幕下8枚目で一番相撲から6連勝したが七番相撲で高見州に敗れ、同年9月場所では東幕下2枚目で4勝3敗としたがこの場所中にトラブルを起こした南海龍の廃業届の提出が遅れたために半枚差で十両昇進を逃した。
1990年1月場所を7戦全敗で終え、この場所限りで廃業。その後は飲食業界で修業し、調理師免許を取得、同部屋の花ノ藤がオーナーを務める割烹「慶亭」の店長も務めた。1995年10月、小金井市の実家を改装し「ちゃんこ 小金富士」を開店した。
入門した時の師匠は11代花籠（元幕内・大ノ海）、その後12代花籠（元横綱・輪島）、放駒（元大関・魁傑）と3人の師匠に仕え、12代花籠時代は師匠付き、放駒部屋移籍後は花籠部屋時代の1年後輩であった横綱・大乃国の付け人を勤めた。

## 戦績
通算78場所277勝260敗2休

## 各段優勝
- 三段目優勝1回（1986年11月場所）

## 改名
小金富士岳志→花武蔵岳志→小金富士岳志→小金富士金蔵